# Strawberry, Kalifornien
Strawberry Marin County, i delstaten Kalifornien, USA. Enligt United States Census Bureau har orten en folkmängd på  invånare () och en landarea på 3,4 km².